# 자비네 베르크만폴
자비네 베르크만폴(독일어: Sabine Bergmann-Pohl, 1946년 4월 20일 ~ )은 독일의 정치가로, 1990년 4월 5일부터 같은 해 10월 2일까지 독일민주공화국(동독) 최후의 국가원수를 지냈다. 같은 해 10월 3일에 동독과 서독은 재통일되었다.

## 생애
아이제나흐에서 태어나 의학을 공부하였고, 1981년에 독일 사회주의통일당(동독 공산당)의 통제를 받고 있던 4개 정당 가운데 하나인 동독 기독교민주연합에 가입했다.
1990년 3월에 치러진 동독 최초이자 최후의 자유선거에서 인민의회 의원이 되었고, 같은 해 4월 5일에 그녀는 국가원수 격인 인민의회 의장이 되었다.
독일의 재통일 후 그녀는 헬무트 콜 내각에서 무임소장관이 되었으며, 2002년 9월까지 독일 연방의회 의원을 지냈다.
| 전임 귄터 말로이다 | 제5대 독일민주공화국 인민의회 의장 1990년 4월 5일 – 1990년 10월 2일 | 후임 폐지 |

| (권한대행) 만프레트 게를라흐 | 독일민주공화국 국가평의회 주석 권한대행 1990년 4월 5일 – 1990년 10월 2일 | (독일연방공화국 연방대통령) 리하르트 폰 바이츠제커 |